# Perconia fuscomarginata
Perconia fuscomarginata là một loài bướm đêm trong họ Geometridae.